# Jarig Jelles
Jarig Jelles (ca. 1620 - 22 februari 1683) was een koopman uit Amsterdam die deel uitmaakte van de vriendenkring rond de filosoof Spinoza.
Jelles was een handelaar in vijgen en rozijnen maar deed in 1653 de zaak over aan een ander om zich volledig aan zijn studie te wijden. Hij was een prominent lid van de collegianten. Andere leden van deze groep vrijdenkers waren onder meer Pieter Balling, Jan Rieuwertsz en Coenraad van Beuningen.
Nadat Spinoza in 1661 naar Rijnsburg was verhuisd correspondeerde Jelles met Spinoza en steunde hem ook financieel.
Hij schreef in 1673 Belydenisse des algemeenen en christelyken geloofs, vervattet in een brief aan N. N., waarin hij betoogde dat het christendom en de leer van Descartes elkaar goed kunnen verdragen.
Na de dood van Spinoza in 1677 speelde hij een belangrijke rol bij de redactie van Spinoza's postuum uitgegeven Opera Posthuma. Hij schreef hiervoor ook het voorwoord, een kleine biografie.
- Bibliothèque nationale de France: cb12131664c (data)
- Gemeinsame Normdatei: 120107120
- International Standard Name Identifier: 0000 0000 7141 5431
- Nederlandse Thesaurus van Auteursnamen: 07433218X
- Système universitaire de documentation: 02976291X
- Virtual International Authority File: 98602031
- WorldCat: E39PBJhxkjHM49P8vfdTKfW4bd